# Bratislava-Železná studienka
Bratislava-Železná studienka – przystanek kolejowy w Bratysławie, na Słowacji. Przystanek położony jest w mało zaludnionej części miasta Železná studienka, znajdującej się w lesie w Małych Karpatach. Do 1947 nazwa stacji brzmiała Červený most, a w latach 1947-1951 Bratislava-Červený most.

## Linie kolejowe
- 100 Bratislava – Devínska Nová Ves – Marchegg